# 47-мм гармата QF 3-pounder Hotchkiss
47-мм гармата QF 3-pounder Hotchkiss (англ. QF 3-pounder Hotchkiss, фр. Canon Hotchkiss à tir rapide de 47 mm) — родина легких швидкострільних морських гармат часів Першої та Другої світових війн. Артилерійська система QF 3-pounder виробництва французької компанії Hotchkiss et Cie представлена у 1886 році для захисту від нових, малих і швидкісних суден, таких як торпедні катери та пізніше підводні човни. Випускалося багато варіантів, часто за ліцензією, довжина яких варіювалася від 32 до 50 калібрів, але найпоширенішою версією був 40 калібр. Гармати широко використовувалися військово-морськими силами багатьох країн і часто використовувалися обома сторонами в конфлікті. Вони також використовувалися в ролі гармат берегової артилерії, а пізніше як зенітні гармати, як на імпровізованих, так і на спеціалізованих установках HA/LA.

## Список кораблів
Гармати QF 3-pounder Hotchkiss використовувалися на багатьох типах військових кораблів різних флотів, зокрема:
Військово-морські сили Франції — два типи гарматкороткоствольні 40-caliber M1885 і довгоствольні 50-caliber M1902
- Броненосці типу «Дантон»
- Броненосці типу «Ліберте»
- Броненосці типу «Марсо»
- Броненосці типу «Републік»
- Броненосці типу «Шарлемань»
- Лінійні кораблі типу «Курбе»
- Лінійні кораблі типу «Бретань»
- Лінійні кораблі типу «Нормандія»
- «Бреннус»
- «Карно»
- «Карл Мартел»
- «Амірал Боден»
- Крейсери типу «Адмірал Шарне»
- Броньовані крейсери типу «Дюпле»
- Бронепалубні крейсери типу «Д'Естре»
- Бронепалубні крейсери типу «Леон Гамбетта»
- Панцерні крейсери типу «Глуар»
- Панцерні крейсери типу «Гюдон»
- Броненосці берегової оборони типу «Бувіне»
- Ескадрені міноносці типу «Аркебуз»
- Ескадрені міноносці типу «Бранлебас»
- Ескадрені міноносці типу «Дюрандаль»
- Ескадрені міноносці типу «Фрамі»
- Ескадрені міноносці типу «Клеймор»
- Ескадрені міноносці типу «Пертиза»
- Підводні човни типу «Амфітрі»
- Підводні човни типу «Клорінде»
- Підводні човни типу «Дюпюї де Ломе»
- Підводні човни типу «Густав Зеде»
- Підводні човни типу «О'Бірн»
- «Гишен»

Військово-морський флот Австро-Угорщини використовував гармати 47 mm SFK L/33 H (1890) і 47 mm SFK L/44 S (1897)
- Панцерники класу «Ерцгерцог Карл»
- Панцерники типу «Габсбург»
- Міноносці класу «Гусар»
- Міноносці класу «Кайман»
- Бронепалубні крейсери типу «Кайзер Франц-Йосиф I»
- Панцерники класу «Монарх»
- Бронепалубні крейсери типу «Пантера»
- Панцерники класу «Радецький»
- Підводні човни класу U-10
- «Асперн»
- «Боа»
- «Цісарівна і королева Марія Терезія»
- «Кронпринц Ерцгерцог Рудольф»
- «Кронпринцеса Ерцгерцогиня Стефанія»
- «Святий Георг»
- «Сігетвар»
- «Зента»
- «Кайзер Карл VI»

Імператорський флот Китаю і ВМС Китайської Республіки
- Крейсери типу «Чао-Хо»
- Канонерські човни типу «Юнфен»
- Крейсери типу «Чжиюань»
- «Хай-Ці»
- «Лайюань»
- «Цзинюань»

Королівські військово-морські сили Італії
- Крейсери типу «Фольгоре»
- Броненосні крейсери типу «Джузеппе Гарібальді»
- Міноносці типу «Пегасо»
- Броненосці типу «Реджина Елена»
- Броненосці типу «Реджина Маргерита»
- «Наполі»
- «Рома»
- «Саетта»
- «Триполі»

Російський імператорський флот
- Броненосці типу «Бородино»
- Броненосці типу «Пересвет»
- Броненосці типу «Полтава»
- «Наварін»
- Броненосці берегової оборони типу «Адмірал Ушаков»
- «Амур»
- Броненосні крейсери типу «Баян»
- Бронепалубні крейсери типу «Богатир»
- Бронепалубні крейсери типу «Жемчуг»
- «Князь Потьомкін-Таврійський»
- «Ретвизан»
- «Ростислав»
- «Сисой Великий»
- «Три Святителі»
- «Цесаревич»
- «Адмірал Корнілов»
- Ескадрені міноносці типу «Дерзкий»
- «Адмірал Нахімов»
- «Алмаз»
- «Аскольд»
- «Боярин»
- «Громобой»
- «Пам'ять Азова»
- «Варяг»
- «Росія»
- «Рюрик» (1892)
- «Рюрик» (1906)
- «Світлана»
- «Володимир Мономах»
- «Штандарт»

Королівський флот Румунії
- «Михаїл Коґельничану»

Імперський флот Японії
- Бронепалубні крейсери типу «Касагі»
- Бронепалубні крейсери типу «Мацусима»
- Бронепалубні крейсери типу «Ніїтака»
- Бронепалубні крейсери типу «Сума»
- Броненосні крейсери типу «Асама»
- Броненосні крейсери типу «Касуга»
- Броненосні корвети типу «Конго»
- Броненосні крейсери типу «Цукуба»
- Броненосці типу «Фудзі»
- Броненосці типу «Каторі»
- Броненосці типу «Шикісіма»
- «Асахі»
- «Мікаса»
- «Акіцусима»
- «Адзума»
- «Міяко»
- «Тацута»
- «Тихая»
- «Тійода»
- «Сойя»
- «Такасаго»
- «Яеяма»
- «Якумо»
- «Йосіно»
- «Осіма»
- «Фусо»
- «Карасакі»

Королівський ВМФ Великої Британії
- Броненосці типу «Адмірал»
- Броненосці типу «Девастейшн»
- Броненосці типу «Дункан»
- Броненосці типу «Канопус»
- Броненосці типу «Лорд Нельсон»
- Броненосці типу «Трафальгар»
- Броненосці типу «Формідебл»
- Броненосці типу «Центуріон»
- Броненосці типу «Маджестік»
- Броненосці типу «Кінг Едуард VII»
- Крейсери-скаути типу «Едвенчер»
- Крейсери-скаути типу «Патфайндер»
- Крейсери-скаути типу «Сентінель»
- Крейсери-скаути типу «Форвард»
- Бронепалубні крейсери типу «Астрея»
- Бронепалубні крейсери типу «Екліпс»
- Бронепалубні крейсери типу «Еррогант»
- Бронепалубні крейсери типу «Дайадем»
- Бронепалубні крейсери типу «Перл»
- Бронепалубні крейсери типу «Пелорус»
- Бронепалубні крейсери типу «Паверфул»
- Бронепалубні крейсери типу «Маратон»
- Бронепалубні крейсери типу «Топаз»
- Бронепалубні крейсери типу «Хайфлаер»
- Бронепалубні крейсери типу «Челленджер»
- Баштові тарани типу «Конкерор»
- Броненосні крейсери типу «Девоншир»
- Броненосні крейсери типу «Дрейк»
- Броненосні крейсери типу «Крессі»
- Броненосні крейсери типу «Монмаут»
- Броненосні крейсери типу «Орландо»
- Крейсери типу «Блейк»
- Канонерські човни типу «Брамбл»
- Канонерські човни типу «Редбрест»
- Легкі крейсери типу «C»
- Шлюпи типу «Кадмус»
- Шлюпи типу «Кондор»
- Шлюпи типу «Фенікс»
- Лінійні кораблі типу «Колосус»
- Лінійні кораблі типу «Кінг Джордж V»
- Лінійні кораблі типу «Оріон»
- Пре-дредноути типу «Ройял Соверен»
- Монітори типу «Циклоп»
- Монітори типу «Горгон»
- Панцерники класу «Монарх»

## Зброя схожа за ТТХ та часом застосування
- 47-мм гармата QF 3-pounder Vickers
- 47-мм гармата QF 3-pounder Nordenfelt
- 40-мм корабельна гармата Vickers QF 2 pounder Mark II
- 50-мм корабельна гармата SK L/40
- 45-мм напівавтоматична універсальна гармата 21-К
- 40-мм автоматична гармата Bofors L60